# Michaelskirche (Košice)

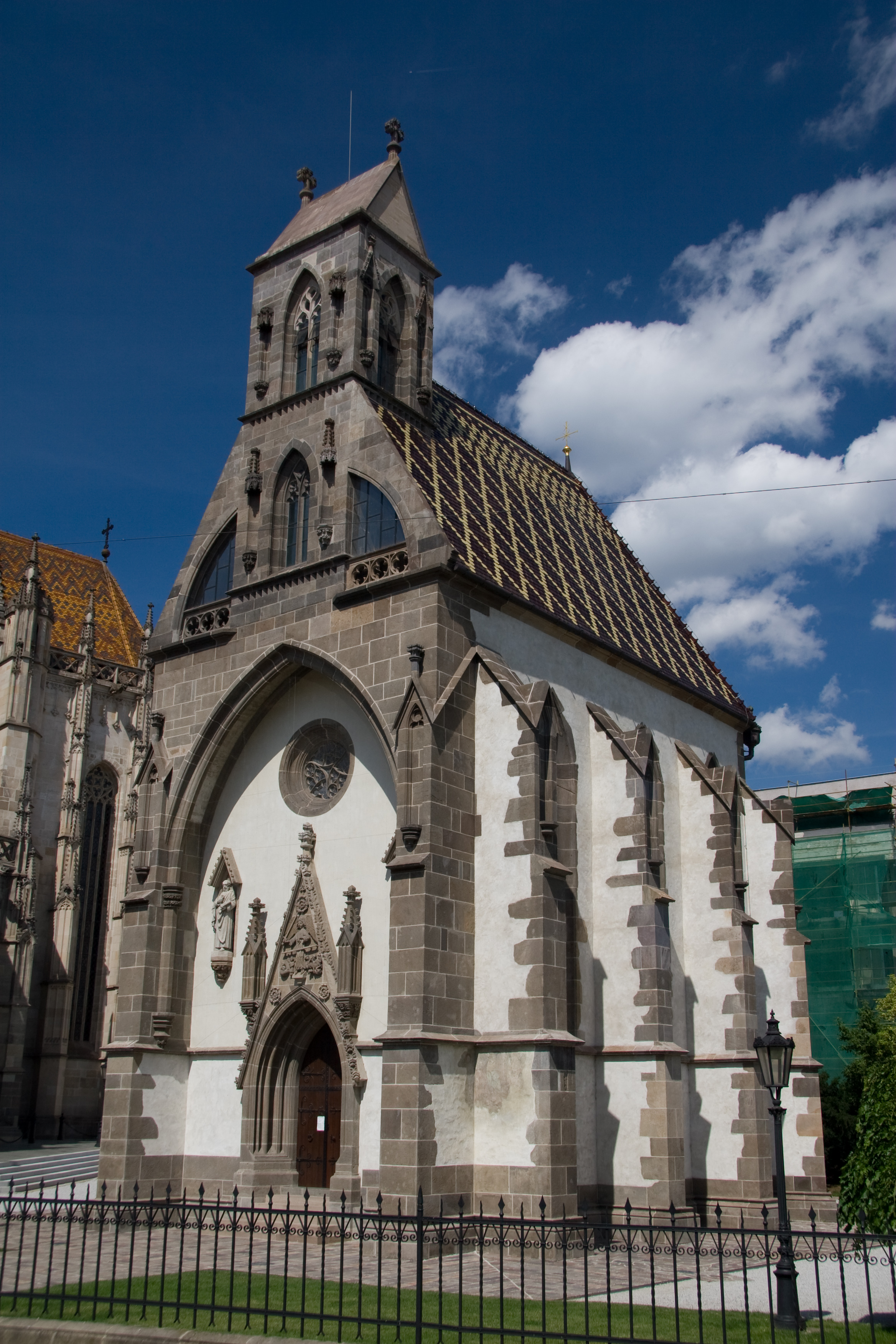
Michaelskirche in Košice

Die Michaels-Kirche (Die Kirche des Heiligen Michael, slowakisch Kostol svätého Michala), auch Michaels-Kapelle genannt (Kaplnka svätého Michala), ist eine einschiffige gotische Kirche in der Innenstadt von Košice in der Slowakei. Sie wurde in der zweiten Hälfte des 14. Jahrhunderts erbaut und diente als Grabkapelle des angrenzenden Doms der Heiligen Elisabeth. Die Kapelle war für längere Zeit von einem Friedhof umgeben, welcher 1771 aufgelassen und durch einen Park ersetzt wurde. Sowohl die Widmung der Kapelle an den Erzengel Michael als auch ein Beinhaus haben sich seit Baubeginn erhalten. Später wurde sie mehreren Veränderungen und Umbauten unterzogen. Die wichtigsten davon führten im 15. und frühen 20. Jahrhundert zu erheblichen Veränderungen im Grundriss. Der Kapelle wurde nach einer letzten Renovierung im Jahr 2006 der Titel einer Kirche zuerkannt.
Die Kirche ist seit 1963 denkmalgeschützt. Das Ensemble, das sich aus dem Dom der Heiligen Elisabeth, der Michaelskirche und dem Urban-Turm zusammensetzt, bildet den Mittelpunkt der Stadt Košice und wurde 1970 zum nationalen Kulturdenkmal erklärt. Im Jahr 2006 war die Michaelskirche Kulturdenkmal des Jahres.

## Lage
Die Kirche befindet sich im Osten der Slowakei in der Košicer Altstadt (slowakisch: Staré mesto), südlich des Doms der Heiligen Elisabeth, der am Kreuzungspunkt der Straßen Hlavná, Alžbetina und Mlynská gelegen das Zentrum der Stadt bildet. Die Hlavná, die Hauptstraße der Stadt, verbreitert sich an dieser Stelle und nimmt eine längliche Form an, in deren Mitte zusätzlich zur Michaelskirche drei weitere Gebäude Platz finden: der Dom, der Urban-Turm und das Nationaltheater Košice.

## Ausmaße
Das Gebäude ist im Vergleich zum nahe gelegenen Dom, der eine Fläche von 1200 m² aufweist und bis zu 5000 Personen aufnehmen kann, nur von bescheidener Größe. Der Innenraum geht nicht über 16 × 9 m hinaus und die Gewölbehöhe beträgt 12 m. Die Kirche bietet Platz für bis zu 100 Personen.

## Geschichte

### Konstruktion

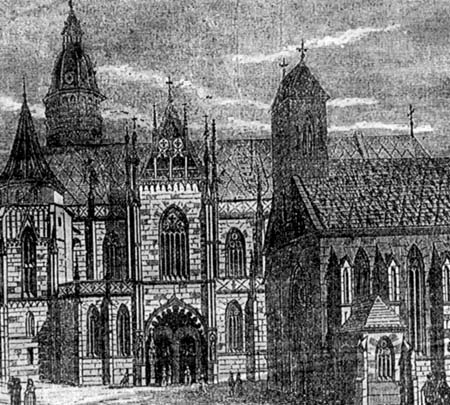
Michaelskapelle (rechts) vor der Restaurierung von 1902 bis 1904

Die Baugeschichte der Kapelle hängt eng mit jener des angrenzenden Doms der Heiligen Elisabeth zusammen. An der Stelle des Doms stand ursprünglich eine romanische Pfarrkirche, die 1380 durch ein Feuer teilweise zerstört wurde. Damit bot sich eine günstige Gelegenheit für den Bau einer neuen Kirche, die den Wohlstand der im Spätmittelalter blühenden Stadt Košice widerspiegeln sollte. In der zweiten Hälfte des 14. Jahrhunderts wurde parallel dazu mit dem Bau einer Friedhofskapelle für den zukünftigen Elisabethdom begonnen, in der Trauerfeiern und Totenmessen abgehalten werden sollten. Für die Aufnahme der sterblichen Überreste war ein unterirdisches Ossarium vorgesehen. Die Kapelle entstand in der Mitte des städtischen Friedhofes, der sich im Herzen der Stadt, südlich der Pfarrkirche befand und zu Baubeginn bereits 70 Jahre lang in Benutzung war. Die Lage und Funktion der Kapelle erklären, warum sie dem Erzengel Michael geweiht war, der im Mittelalter für die Abwägung der Seelen im Jüngsten Gericht zuständig war.
Zur Zeit der Erbauung der Kapelle gehörte die Slowakei zum Königreich Ungarn, das zusammen mit dem Königreich Neapel vom französischen Haus Anjou regiert wurde. Dies lässt sich, nach Architekten des frühen 20. Jahrhunderts wie Václav Mencl zufolge, auch an der Architektur der Kapelle ablesen, die Spuren französischer, neapolitanischer, aber auch schlesischer Baustilelemente aufweist und die auf Einflüsse des ungarischen Königs Karl I. sowie seines Sohnes Ludwig I. hindeuten.
Um 1440 kam es zum Abriss der alten Kirche, um Platz für die Spitzbogen der Elisabethkirche zu schaffen. Pfarrkirche war deshalb vorübergehend die gleichzeitig gebaute und bereits im Jahr 1400 fertiggestellte Kapelle.

### Erste Umbauten
Im 15. Jahrhundert wurden grundlegende Veränderungen an der Kapelle vorgenommen. György Szátmary, gebürtig aus Košice und späterer Erzbischof von Esztergom, spendete der Stadt eine größere Geldsumme für die Pfarrkirche, der Vorläuferin des heutigen Elisabeth-Doms, und für die Michaelskapelle. Zu dieser Zeit wurde an der Nordfassade der Kapelle ein Seitenschiff angebaut, dessen Grundfläche beinahe so groß wie die der Kapelle selbst war. Die beiden Schiffe waren durch Arkaden miteinander verbunden. Die kleine Sakristei an der Nordfassade wurde abgerissen und durch eine neue an der Südfassade ersetzt. Die Kapelle erhielt den Namen ihres Mäzens Szátmary.

### Minderheitskirche
Zu Beginn des 16. Jahrhunderts neigte sich der Wohlstand der Stadt Košice dem Ende zu. Im Erbfolgekrieg, der nach dem Tod von König Matthias 1490 im Reich ausbrach, belagerte der polnische Herrscher Johann I. Albrecht Jagiellon die Stadt, die zum ersten Mal in ihrer Geschichte einen Angriff erlebte. Die Michaelskapelle und der Dom wurden dabei schwer beschädigt. 1556 wurde die Stadt Opfer eines verheerenden Großbrandes, der sich nicht nur auf die Kapelle, sondern auf den gesamten Süden und Osten der Stadt erstreckte. Im selben Jahr fiel der Dom den Protestanten in die Hände, die ihn bis 1604 besaßen. Die Kapelle diente während der protestantischen Vorherrschaft in Košice hingegen als Versammlungsort für Katholiken.
Im 17. Jahrhundert war die Kapelle als slowakische Kirche bekannt, da sie die einzige Kirche in der Stadt war, in der man den Gottesdienst in slowakischer Sprache feierte. Um 1771 entschloss man sich, den Friedhof aufzugeben und durch einen Park zu ersetzen.

### Neugotische Restaurierung

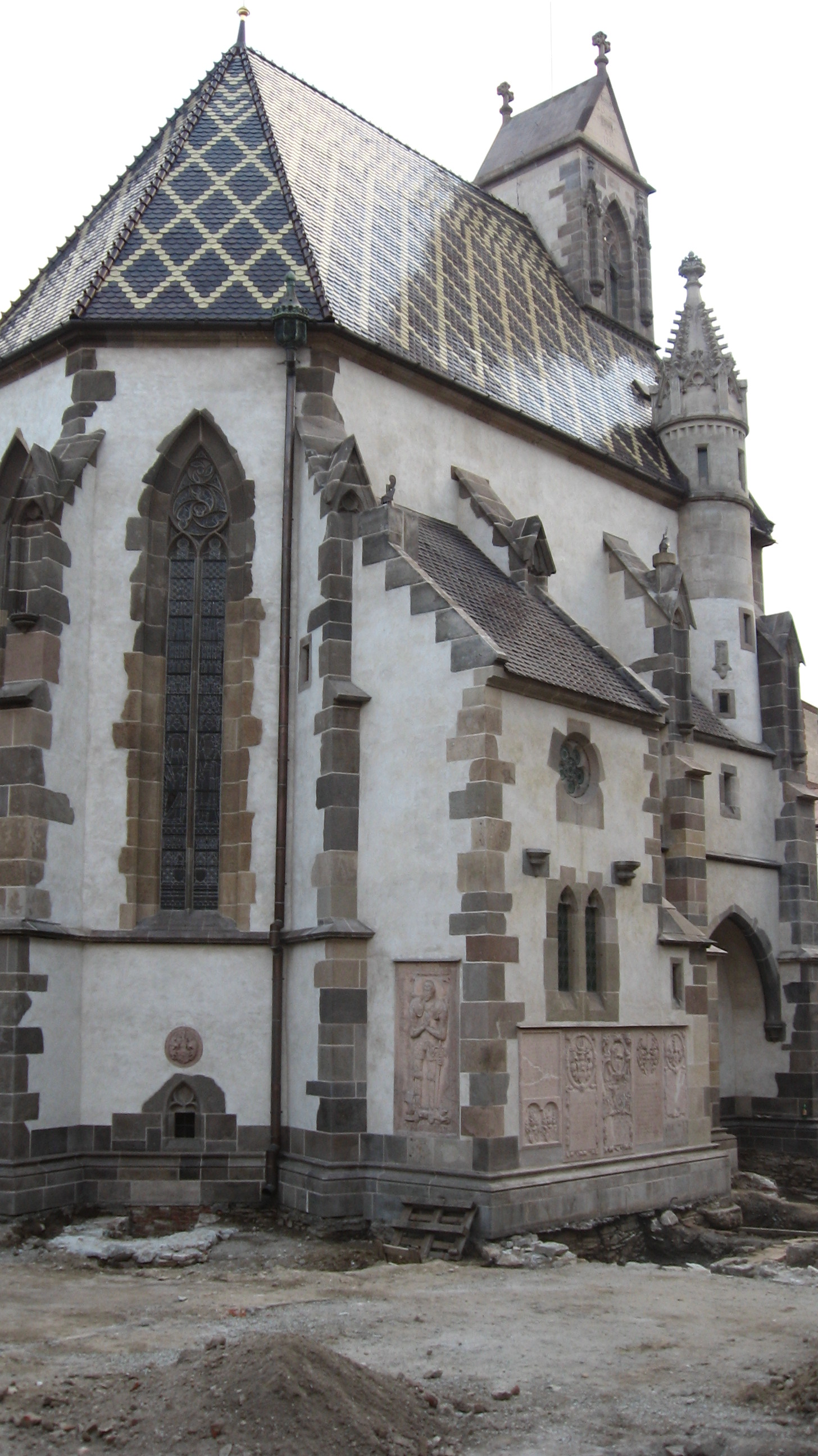
Im Vordergrund Nordfassade mit Sakristei während der Renovierungsarbeiten 2007

Im 19. Jahrhundert war das Interesse am Gebäude wiedererwacht und es kam zu einer Reihe von Renovierungsmaßnahmen. 1821 wurden die Türme und weitere Bauelemente repariert. Imre Henszlman entdeckte 1864 in der Kapelle Überreste von Fresken, die wiederhergestellt wurden.
Die Kapelle wurde zwischen 1902 und 1904 im Zuge der 100-Jahr-Feier der Košicer Diözese ein weiteres Mal restauriert, kurz nach der großen, 1896 abgeschlossenen neugotischen Restaurierung des Doms. Auch bei der Kapelle kehrte man zu den gotischen Anfängen und zum Originalentwurf zurück. Otto Sztehlo leitete die Arbeiten an der Kapelle und ließ die Konstruktionen des 15. Jahrhunderts, insbesondere das Szátmary-Seitenschiff, wieder abreißen. Im Gegenzug ließ er an der Nordfassade auf den Fundamenten der ehemaligen Sakristei vor der Szátmary-Kapelle, die beim Abriss der Kapelle wiederentdeckt wurden, eine neue Sakristei errichten. Gleichzeitig wurde die Sakristei an der Südfassade abgetragen.

### Denkmalschutz und letzte Restaurierung
1970 wurde das Bauwerk zusammen mit dem Elisabeth-Dom und dem gegenüberliegenden Urban-Turm zum nationalen Kulturdenkmal erklärt. Nach dem Ende des Zweiten Weltkrieges war die Kapelle bis 1986 nur am Sankt-Michaelis-Tag (29. September) geöffnet. Später diente sie als provisorische Lagerstätte für die Altargemälde des Elisabeth-Doms, dessen Altarraum renoviert wurde und für die Öffentlichkeit zeitweise geschlossen blieb. Während der Renovierungsarbeiten an der Kapelle wurde das Dach des Glockenturmes im Jahr 2002 von einem Blitz getroffen; eines der beiden Steinkreuze auf der Dachspitze wurde durch eine Kopie ersetzt. Nach Abschluss der zehn Jahre dauernden Renovierungsarbeiten erhielt die Kapelle im Jahr 2006 den Titel Kirche und wurde erneut für die Öffentlichkeit zugänglich gemacht. 2012 wurden wöchentlich fünf Gottesdienste abgehalten – drei in der Woche und zwei am Sonntag, darunter einer von einem Universitätspastor und einer in englischer Sprache.

## Beschreibung

### Außenbau

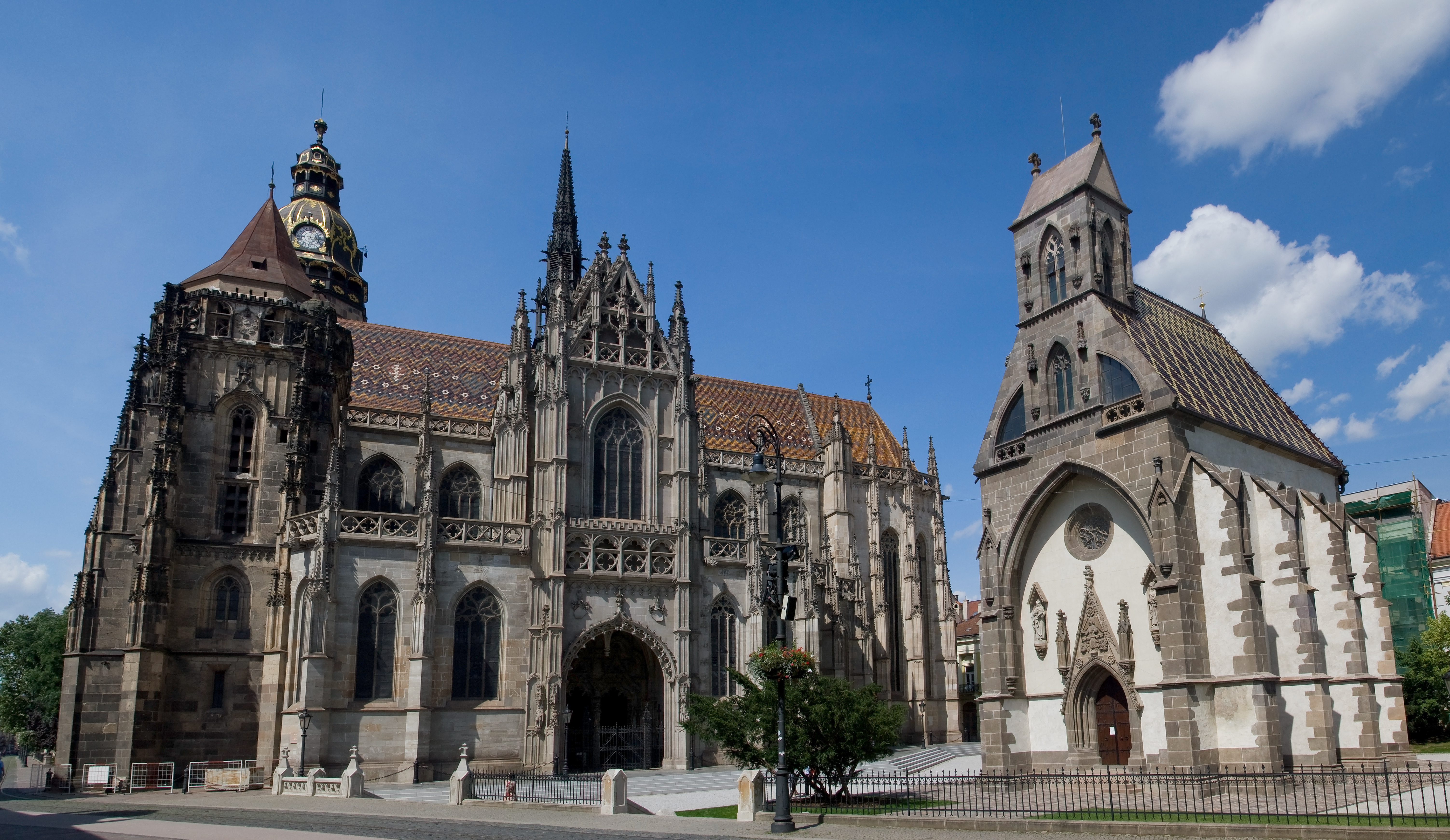
Außenansicht der Kirche, links davon der Dom

Die Westfassade ist von zwei Strebepfeilern gerahmt, die einen die gesamte Fassadenbreite überspannenden Spitzbogen aufnehmen. Dieser trägt den mittig aufsteigenden zweigeschossigen Glockenturm. Dieser ragt aus dem steilen Kapellendach heraus, das an der Westfassade mit zwei Strebebögen verblendet ist. Das Satteldach des Turms steht quer zur Gebäudeachse. Den Haupteingang schmückt ein Relief mit dem Erzengel Michael im Kampf mit einem Drachen und Darstellungen der Erzengel Raphael und Gabriel. Auf beiden Seiten des Portals befinden sich Statuen von Simon Petrus und Paulus, die bei der Restaurierung Anfang des 20. Jahrhunderts aufgestellt wurden; über dem Portal erscheint eine kleine Fensterrose.
Die Südflanke ist sehr einfach ausgeführt. Drei mit Spitzbogen abgeschlossene Hochfenster wechseln mit Strebepfeilern ab. Das Chorhaupt im Osten weist dieselbe Struktur wie die Südfassade auf. In drei Facetten folgen Fenster und Strebepfeiler aufeinander und umschließen eine polygonale Apsis. In die Außenwand der Südfassade, des Chorhauptes und der Nordfassade sind 17 Grabsteine des ehemaligen Friedhofes eingemauert. Über dem Boden ermöglichen tiefliegende kleine Öffnungen einen Blick in das Beinhaus unterhalb der Kirche.
Die Nordseite in Richtung des Doms wurde 1903 nach dem Abriss des Szátmary-Seitenschiffes rekonstruiert und besitzt im Gegensatz zur Süd- und Ostfassade keine größeren Fenster. Die Sakristei zwischen den beiden östlichen Strebepfeilern ist ein Nachbau der des ursprünglichen Gebäudes. Ein kleiner geschlossener Gang auf Bogen zwischen drei Strebepfeilern verbindet die Sakristei mit einem kleinen Rundturm auf einem der Strebepfeiler. Darin führt eine schmale Wendeltreppe zum Dachstuhl und zum rechteckigen Glockenturm.

### Innenraum

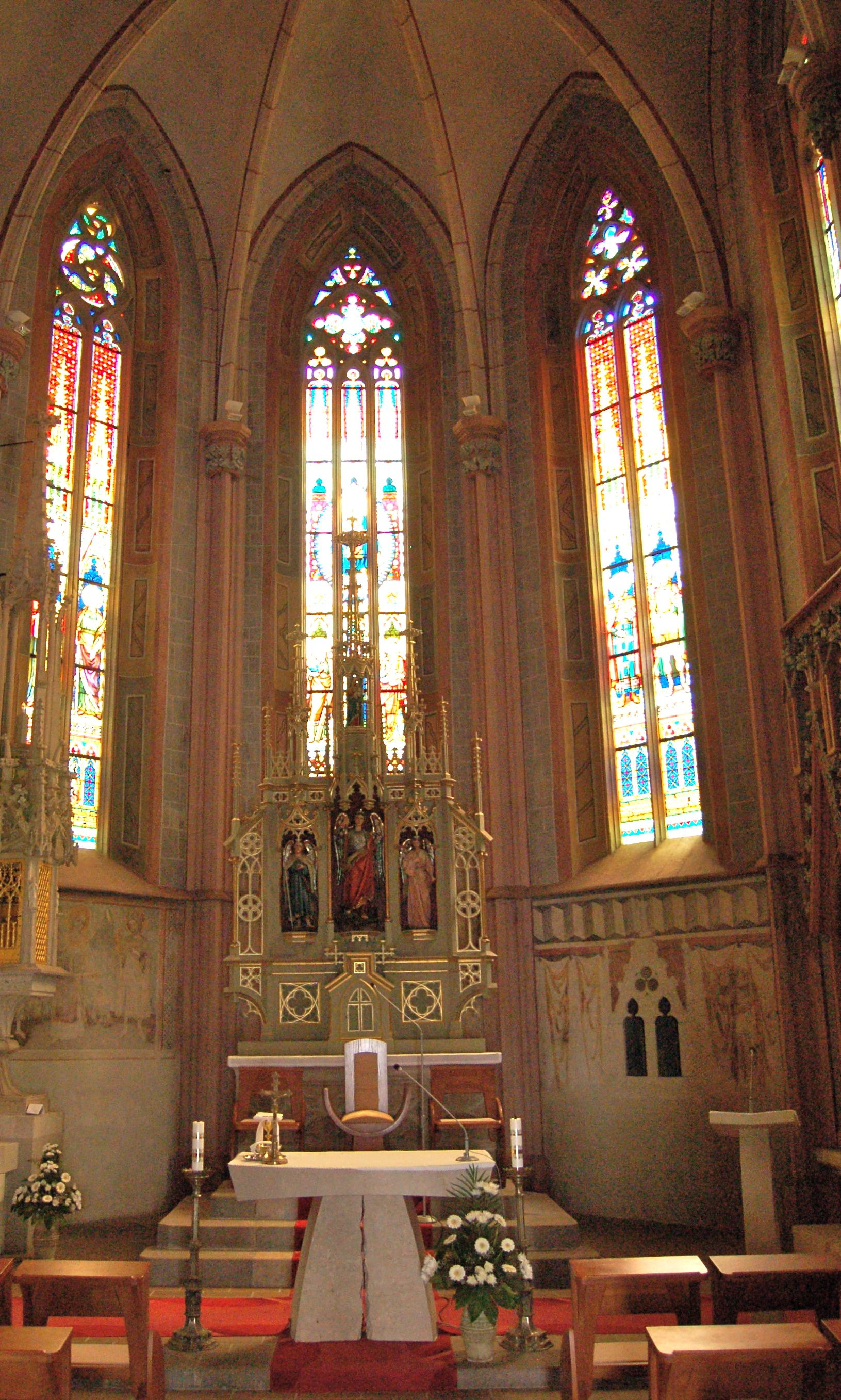
Blick auf den Kirchenchor

Der Innenraum besteht aus einem einzigen Kirchenschiff. Der Haupteingang wird von einem Lettner auf zwei Säulen mit reich verzierten Kapitellen überragt. Auf Höhe der Nordwand, linksseitig vom Chor, befinden sich Spuren spätmittelalterlicher Wandmalereien und unten ungenaue, ins 19. Jahrhundert datierte Kopien. Dort ist auch der Zugang zur Sakristei mit der ältesten Wappendarstellung der Stadt Košice, die in das Geländer der Tribüne oberhalb der Sakristei eingeschnitzt ist. Hinter dem Altar steht ein Retabel mit dem Erzengel Michael in der Mitte, den Erzengeln Gabriel und Raphael an den Seiten und die Jungfrau Maria mit Kind darüber. Zwischen dem Retabel und dem Eingang zur Sakristei erhebt sich auf einem Sockel ein in Stein gehauener Tabernakel. Dieser reicht mehrere Meter bis zur Höhe der Kapitelle der Säulen hinauf, die die Bogen der Kirche stützen. Die Südwand mit drei Sediliennischen ist mit Blumenmotiven geschmückt.
Die Kirchenfenster sind reich mit Flechtwerk dekoriert. Die meisten stammen aus dem Spätmittelalter, mit Ausnahme des sehr zerbrechlichen Rosettenfensters, das mehrere Male ausgetauscht wurde.
Das nur über eine Tür in der Nordfassade zugängliche Untergeschoss dient als Beinhaus. Es ist in Steinmauerwerk gebaut und wird durch eine Wand mit Rundbogen und Pfeilern in zwei Teile geteilt. Die Grabnischen sind Ende des 18. Jahrhunderts entstanden, um die Gebeine aus der letzten, etwa 1,5 Meter dicken Schicht aufzunehmen, die während der Abtragung des Friedhofes freigelegt wurde.